# شارل دو غول إكسبرس
شارل دو غول إكسبرس  (بالفرنسية: CDG Express) هو مشروع حالي قيد الدراسة يهدف للربط بالسكك الحديدية بين محطة باريس الشرق ومطار باريس شارل دو غول في باريس عاصمة فرنسا.

هذا المشروع تبرره الحكومة عبر، نقص جودة الخدمة التي يقدمها خط RER B، وكذلك وجود خدمات النقل السريع المتخصصة في المطارات المنافسة.

المشروع الذي تم التخلي عنه بصيغته الأولى في نهاية 2011 (فينشي، المرشح الخاص الوحيد الموجود على الساحة انسحب) تم إعادة إطلاقه في 23 يناير 2014، مع دخول في الخدمة مقرر بحلول 2023.

## مقالات ذات صلة
- شارل دو غول فال
- رون إكسبراس
- هيثرو إكسبراس

## روابط خارجية
- تقديم المشروع على موقع وزارة البيئة والتنمية المستدامة والنقل والإسكان.